# Quercus tinkhamii
Quercus tinkhamii — вид рослин з родини букових (Fagaceae), поширений на північному заході Мексики.

## Опис
Заввишки менше 1 метра. Кора сіра, луската. Гілочки запушені; є непомітні сочевички. Листки опадні, субшкірясті, зворотно-яйцюваті, зворотно-ланцетні, довгасті або еліптичні, 2–4.5 × 1–2.7 см; верхівка обтулена до округлої; основа від тупої до субсерцеподібної, рідко гостра; край потовщений, не загнутий, злегка хвилястий, цілий або зубчастий; верх зелений, блискучий, безволосий або гладкий з деякими розсіяними волосками; низ зелений від запушеного до голого; ніжка червонувата, 2–4.5 мм. Квітне в липні. Чоловічі сережки 2 см, малоквіткові. Жіночі суцвіття 0.5 см завдовжки, з 1–2 квітками. Жолуді поодинокі або парні, яйцюваті; чашечка вкриває 1/3 або 1/4 горіха; дозрівають першого року у вересні — жовтні.

## Середовище проживання
Поширення: Мексика (Сан-Луїс-Потосі, Нуево-Леон, Чіуауа, Ідальго, Тамауліпас). Росте на висотах до 1400 метрів й дубово-сосновому лісі та ксерофільних чагарниках.